# Bringing Rain
Bringing Rain (en español Traer la lluvia) es una película independiente de 2003 escrita y dirigida por Noah Buschel. Se estrenó el 10 de mayo de 2003 en el Festival de Cine de Tribeca y fue lanzada en DVD el 20 de septiembre de 2005. Ganó el primer premio en el Rhode Island Festival Internacional de Cine en el apartado de director debutante.

## Argumento
La película trata de cómo un accidente automovilístico, que implica a Clay Askins, estrella del béisbol (Adrián Grenier) y su novia Neisha Sanders (Niesha Butler), afecta indirectamente la vida de un pequeño grupo de estudiantes residentes en un internado de Nueva Jersey.

## Elenco
- Adrián Grenier como Clay Askins.
- Niesha Butler como Neisha Sanders.
- Merritt Wever como Mónica Greenfield.
- Paz de la Huerta como Dakota Cunningham.
- Ryan Donowho como Atlee Surnamer.
- Larisa Oleynik como Ori Swords.
- Rodrigo Lopresti como Reb Babbitt.
- Ray Santiago como John Bell.
- Alexis Dziena como Lysee Key.
- Olek Krupa como Headmaster Gula.
- Val Emmich como Prentiss Bergen.
- Nathalie Paulding como Mu.